# 朝鮮日治時期
朝鮮日治時期（：／），大韩民国和朝鲜民主主义人民共和国稱日帝強佔期（：／ iljegangjeomgi），是指1910年8月29日至1945年9月2日由大日本帝國統治朝鮮地區的時期。1910年8月22日，大韓帝國内閣总理大臣李完用與大日本帝國代表寺内正毅簽訂《日韓合併條約》，同月29日大韓帝國正式滅亡，成為日本殖民地，由朝鲜总督府管治。朝鮮總督府所在地為京城府，即今首爾特別市。
日本统治朝鲜共35年。初期采用强硬手段统治，后因民族主义运动不断，在三一运动发生后，日本开设学校，开办报章，加强皇民化运动促进内鲜一体。1940年代起，由于中日战争旷日持久以及太平洋战争爆发，日本开始在朝鲜征召士兵并投入战场。1945年8月15日，日本投降，并撤出朝鲜。戰後，朝鲜被美国和苏联分为南北两块分别占领，并分别建政大韩民国和朝鲜民主主义人民共和国。
日本殖民者将朝鲜纳入其经济计划体系，在学校、铁路以及基础设施上大量投资，使朝鲜实现高速工业化。然而由于工业化目的为服务日本本土，因此日本殖民者在工业化进程中大量剥削朝鲜人民。

## 称谓
本时期在韩国的称谓有日本統治時代的朝鮮（／）、日帝强占期（／）、日帝时代（／）、日帝殖民统治时代（／）、倭政时代（／）、日帝暗黑期（／）、对日本战争期（／）、对日抗争期（／）、国权被夺期（／）等。其中，“日帝強佔期”一词收录於韩国《标准国语大辞典》。至於現今日本則多用「日本統治時代」（日本統治時代）稱呼之。
在中国大陆学界，对本时期的称谓有“殖民地时代”:229、“日据时期”。

## 歷史

### 日韓併合

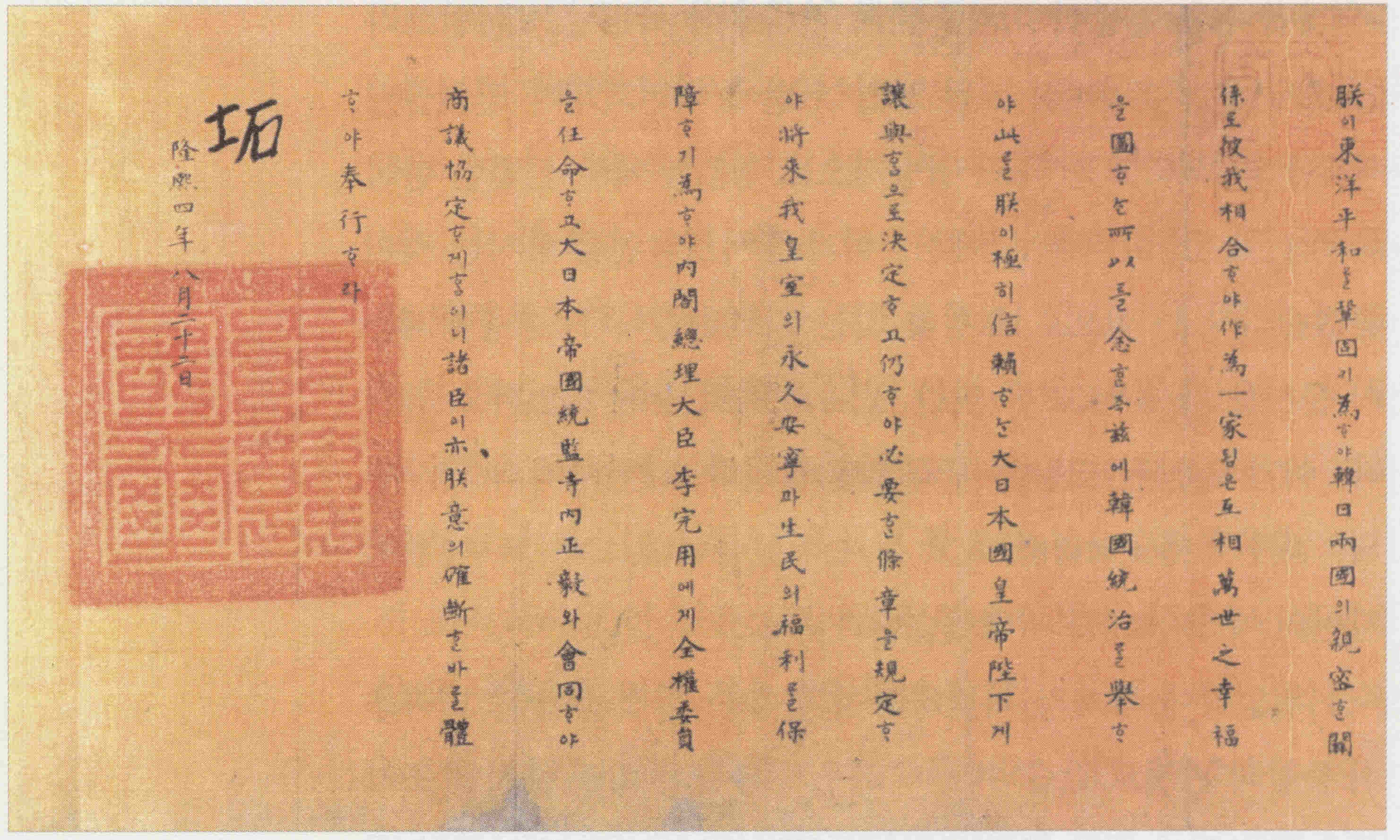
日韓合邦條約

日本在甲午戰爭之後，將原本朝鮮王國的宗主國滿清逼退，不過在俄羅斯帝國干涉下朝鮮王國由親日轉為親俄，朝鮮王國也改為大韓帝國，日本在日俄戰爭擊敗俄羅斯後俄國勢力退出朝鮮半島，与日本签订《乙巳条约》，成為日本的保護國；日本亦在朝鲜建立了统监府。日政治界對韓國問題頗多關注，認為應該要立即性的合併，唯有首任內閣總理大臣、韓國統監、時任貴族院議長的元老伊藤博文因為國際觀感因素，強力反對立刻併吞韓國，認為應該保留大韓帝國的國號、部份行政權與立法權，成為日本的保護國與緩衝國，並且在顧及被統治者意願的情況下，漸進完成併合的目標。1909年7月日本內閣會議決定併吞韓國的方針，伊藤堅持並提議暫緩施行，希望未來內閣能改變主意。。重視國際協調的伊藤博文，與山縣有朋、桂太郎、寺内正毅等意圖向大陸擴張的陸軍軍閥經常衝突。1909年10月26日，伊藤博文在中國東北的哈爾濱站遭到朝鮮民族主義者安重根暗殺身亡。伊藤死後，日本隨即併吞韓國。
1910年5月，陸軍大臣寺内正毅被任命為大韓帝國統監，負責完成合併朝鮮的任務。1910年8月22日，大韓帝國總理李完用與寺内正毅簽訂具有法理争议的《日韓併合條約》，寺内正毅成為事實上的第一任朝鮮總督。大韓帝國皇帝陛下之一切統治權永久讓予大日本帝國天皇陛下（併合條約第一條）、大韓帝國正式滅亡，日本正式吞并朝鲜半岛，改统监府为朝鲜总督府，进行殖民统治。从此时至1945年，日本殖民统治朝鲜半岛。日本在朝鲜建立宪兵警察制度（1910年宪兵警察7,712名，其中朝鮮人4,440名:122）用以镇压朝鲜人反抗，并对言论结社自由进行限制。
史称“武断统治”时期或“宪兵警察统治期”（헌병경찰통치기）。在武断统治时期，朝鲜总督府掌握朝鲜半岛的立法、行政和军队调动权，不受日本内阁控制，直接对日本天皇负责。自大韩帝国沦为日本保护国后，朝鲜民族主义运动兴起，义兵运动、国权恢复运动等民族运动持续不断，因此日本殖民者在并吞朝鲜之后，以镇压朝鲜民族主义运动为由，剥夺朝鲜人的权利，实行暴力的宪警统治。:231-232

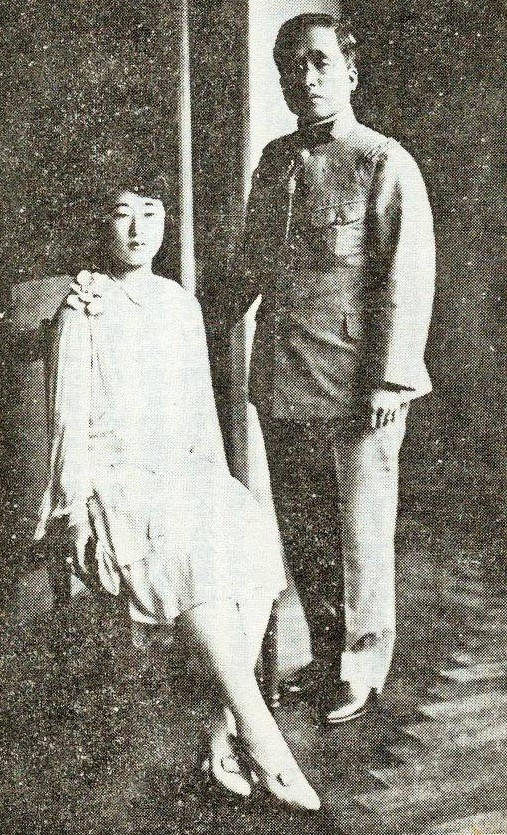
李垠与方子女王

朝鮮純宗退位后被封為李王，有介於日本皇族和華族之間的「準皇族」待遇。李王李垠与方子女王（后改名李方子）结婚，在东京府赤坂设邸宅。二战后丧失爵位。

### 三一運動
1919年高宗去世。3月1日在為高宗舉行國葬時，朝鮮民眾藉機在各地遊行，韓國獨立運動者在京城塔洞公園發表了獨立宣言，要求韓國獨立，是為三一運動。估計約有200萬人參與了遊行。遊行被日本政府暴力鎮壓，被逮捕的人數超過了全朝鮮監獄所能容納的最大人數：根據韓國方面的報告，46,948人被逮捕，7,509人被殺，15,961人受傷；而日本方面的報告则显示有8437人被捕，553人死亡，1409人受傷。
1919年朝鲜半岛爆发了声势浩大的挑战日本殖民统治的起义，随之而来的是民族主义风潮的空前高涨以及大规模的血腥镇压。三一运动的爆发也迫使日本改变了殖民政策。1920年代，日本实行“文化统治”（：／），按照阶层对朝鲜人进行差别对待，培养亲日知识分子，煽动阶级矛盾，动摇民族主义的根基，因此此时期也被称为“民族分裂统治期”（：／）。《东亚日报》《朝鲜日报》亦在此时期创办。:233-235

### 臨時政府
韓國獨立運動者1919年3月21日在符拉迪沃斯托克、4月11日在上海、4月21日在京城成立了大韓民國臨時政府，反抗日本的殖民統治。後來三個組織合而為一，11月4日召開第一次會議，象徵一個有功能的臨時政府的開始。

### 殖民政策的改變
在獨立運動以鎮壓收場後，日本政府改變了統治策略。受到三一運動和大正民主的影響，軍事政府被文人政府替代，容許有限出版自由；東亞日報和朝鮮日報在1920年創立。為了培養殖民地的人才，總督府在1924年成立了京城帝國大學。
1930年代起主要实行“同化政治”，韩国称为“民族抹杀统治期”（：／）。作为皇民化运动的一部分，日本宣称“内鲜一体”“日鲜同祖”，向朝鲜人灌输日本精神，实行思想控制。1939年日本曾颁布“创氏改名”令，允许朝鲜人更改日式姓名。中国抗日战争以及太平洋战争期间，国民精神总动员也适用于朝鲜，日本军征召朝鲜籍日本兵。日本提出“大东亚共荣圈”，号召朝鲜人全身心投入“大东亚圣战”，加强对朝鲜的同化宣传。:235-238

### 第二次世界大戰
由於朝鮮2000多萬的人口確實是一大人力資源，1943年起，日本開始向朝鮮徵兵。另一方面，許多朝鮮勞工被派到日本、桦太及東南亞從事勞力工作，許多人至今仍然留在日本和桦太。日本还在朝鲜征调大量慰安妇。
在第二次世界大戰中，許多朝鮮志願兵加入了中國、美國及蘇聯的軍隊，參與了在中國及太平洋的對日戰爭。大韓民國臨時政府則在1945年2月正式向日本和德國宣戰。

### 日本投降

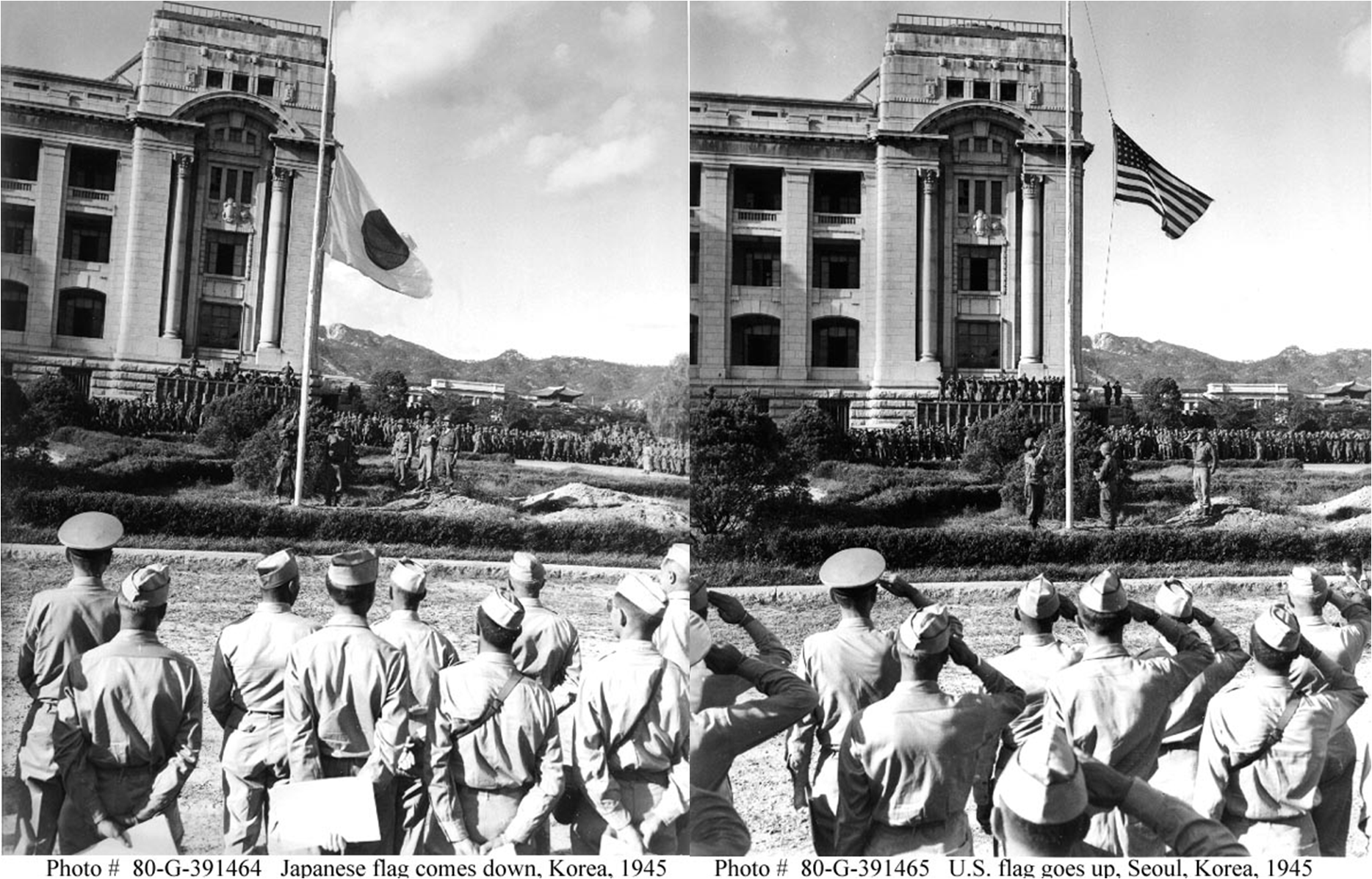
1945年9月9日美军接管汉城，降日本國旗，升美國國旗

1945年美軍轟炸機在廣島市和長崎市投下原子彈，大日本帝國在8月15日無條件投降，結束了日本對朝鮮半島35年的統治。
隨後，根據當時美国和苏联兩國秘密達成的雅尔塔协议，1945年8月21日，當時的蘇聯軍隊占領了平壤，並佔領三八線以北地區。1945年8月25日美軍登陸仁川，並佔領三八線以南地區。1945年9月8日，美國遠東軍司令部在半島南部成立駐朝鮮美軍政廳（USAMGIK），北部由蘇聯軍事政府託管，盟军托管朝鲜时期開始。但當時流亡在中國的大韓民國臨時政府未能回國組建過渡政府。最终在美国和苏联的分别支持下，朝鲜半岛在1948年被新成立的大韩民国和朝鲜民主主义人民共和国以三八线为界分割统治。但隨後因美蘇冷戰，1950年爆發了朝鲜战争。最終，朝鲜战争交戰各方于1953年簽訂了《朝鲜停战协定》，朝鮮半島以三八线为界正式分裂成大韩民国和朝鲜民主主义人民共和国，並持續至今。

## 行政區劃
朝鮮日治時期行政區劃為十三道制，道又分為府、郡、島，下一級為面、邑，再下一級為洞、里。朝鮮總督府在朝鮮實行了一系列改造，大規模府郡面統廢合，並引入了有限的地方自治。

## 经济

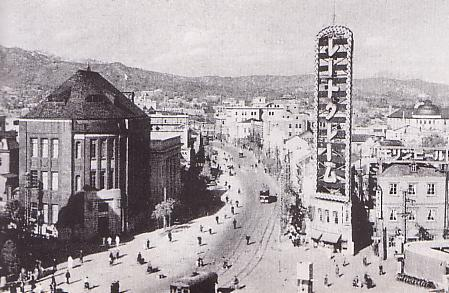
京城南大門路，摄于1937年

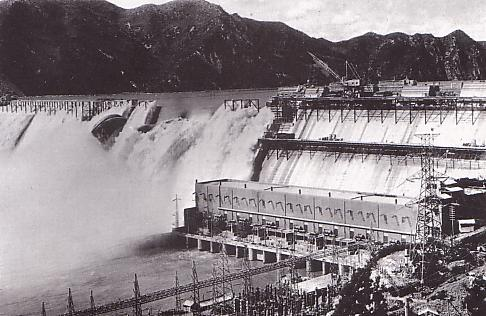
水丰水库

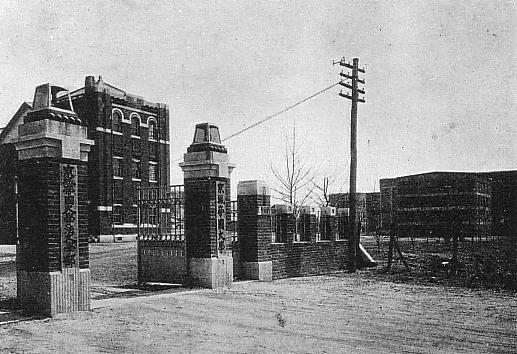
京城帝国大学

1912到1937年期间，朝鲜的GDP年增长为4.2%，超过西欧和日本本土。从1910年到1945年，朝鲜的农业、渔业、林业、工业产值增长了十倍。日本人在朝鲜建立的经济模式对于朝鲜半岛影响深远，为其二战战后的经济体系打下基础。
朝鲜在19世纪晚期曾有过一些近代化措施。京城是东亚首座同时拥有电力、电车、供水、电话和电报系统的城市，不过到20世纪初，朝鲜仍然是后进的农业国。朝鲜在传统上是自给自足的小农经济模式，亦有布匹、厨具、餐具、家具、珠宝和纸张等传统手工业，分布在各个城市。其对外贸易在1911年以自英国进口最多，占39.46％，其次依次为大清、美国、德国、荷属东印度、英属印度和俄罗斯帝国，以向大清出口最多，占54.79％:227。日本吞并朝鲜初期，朝鲜经济凋敝。为刺激经济，日本政府免除10年个人所得税。由于日本国内大米供不应求，因此日本政府最初以发展农业为重点。日本政府意图令朝鲜完全融入日本市场，引入学校、铁路和公用事业，以及近代化的经济和社会机构，实物大都留存，是朝鲜近代化的基础。比起日本国内，日本政府在朝鲜的近代化进程中更为重要，影响更加积极，其在20世纪20至30年代推出多项工程，其中不少都参照了明治时期的政策。特别是在宇垣一成总督任期内，工业为当局建设的核心，着重投建化工厂、钢铁厂和军工厂，以支持在中国方向的扩张行动。日本政府统制各处资源，同时帮助为新生企业提供创业指导。日本当局投资建设基础设施，投资教育和医疗以提高生产率，成为朝鲜经济发展的主要推动者。小学从合并前的100所上升到1943年的4,271所。人口从1910年的1,313万人发展到1942年的2,553万人。朝鮮人識字率1910年为10％，1936年上升到65％。白丁、贱民身份被取消。日本自20世纪20年代起逐步取消朝鲜的贸易壁垒，对马海峡两岸的人口迎来快速增长，尤其是日本一侧以纺织业为主的地区。纺织品是日本向朝鲜出口的主要商品。
日本占有朝鲜的资源，优先供给本土。日本的工业体系并未自出口获利，即使是最重要的棉纺织业也是如此，朝鲜经济亦未能惠及日本投资者，影响微薄。铁路和港口等基础设施用以运输木材、粮食、矿产，供给日本本土加工。铁路的干线连通釜山、京城和中国边境。除了运输原材料之外，朝鲜的铁路也能支持日本在中国的战事。经济学者徐相喆指，日治时期的工业实际上是日本“强划的飞地”，参与日本本土的工业链条，对朝鲜本土影响微小。外来经济冲击朝鲜本土产业，随着朝鲜人口快速增长，平民的生活越发困难。日本人限制教育，大多数朝鲜人只能接受小学教育，本土企业家阶层难以形成。1939年的统计显示，朝鲜约94%的工厂为日资所有。在5至49名员工小型企业中，61%的企业是朝鲜人所有，而92%的200名以上员工的大型企业为日本人所有。日本人垄断了朝鲜的大工业，1942年的朝鲜工业投资额中，仅有1.5%来自朝鲜人。朝鲜企业需要比日本企业多缴25%的税金，难以扩张。日本人亦不断将朝鲜的土地收入囊中，致使农民出走，成为佃农，或是到日本、满洲做劳工。一部分朝鲜大米运往日本，朝鲜人均大米消费量随之减少，1932年至1936年间，朝鲜人均大米消费量下降到1912年至1916年间的一半。日本政府自满洲进口粗粮供给朝鲜，但1944年的人均粮食消费量仍比1912年至1916年低35%。此外，朝鲜70%的农业人口沦为日本和朝鲜地主的佃户。地主以低价购买土地，而佃农须支付50%至70%的高额租金。许多朝鲜人遂移居满洲，成为今日多数中国朝鲜族的祖先。
有说法称日本当局强征朝鲜大米，对此，韩国经济学者李荣薰指，日本当局实际控制的耕地低于10%，政府的大米通常是收购而来，而非强征而来。他认为当代韩国人对日治时期的了解大多是由后来的教育工作者编造的。不过，李荣薰的许多论点都遭到质疑。
日本当局还在朝鲜支持鸦片业和麻醉药业，供给日本国内医药事业，及参与出口贸易。与日本相比，朝鲜的气候和土壤更加适合种植罂粟，同时劳力成本亦较日本本土为低。20世纪30年代，朝鲜是主要的鸦片和麻醉药出口地，为满洲的日资鸦片企业供给原料。此外，朝鲜亦建有生产吗啡和海洛因的设施。许多朝鲜人在满洲从事毒品生意，组成东北亚贩毒系统的底层。日本药商向朝鲜市场提供非法毒品，令鸦片和吗啡泛滥，许多人吸食成瘾。
貨幣為朝鮮銀行券，匯率與日圓等值。

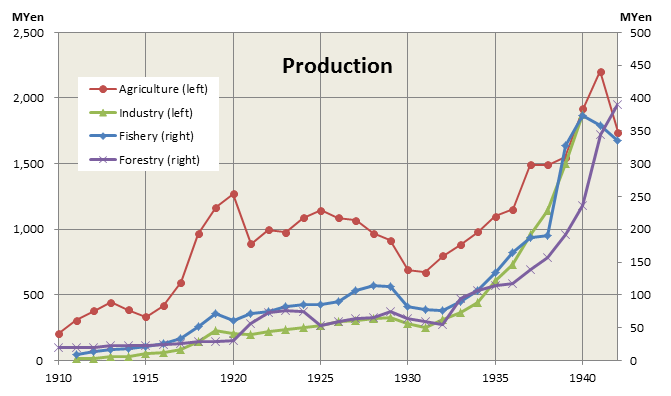
日治时期朝鲜各行业产值变化
日治时期朝鲜工业产值占比变化
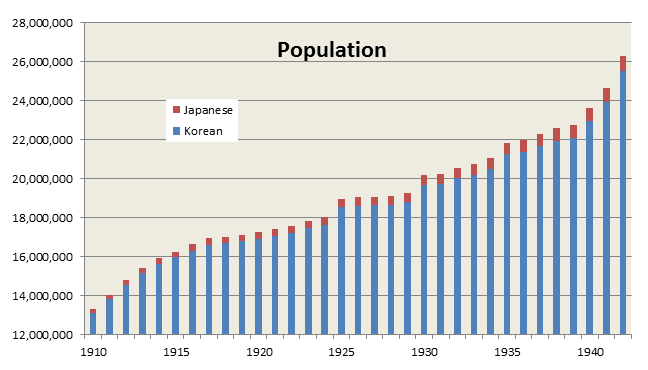
日治时期朝鲜人口变化
日治时期朝鲜铁路里程变化
日治时期朝鲜电话用户变化

## 交通

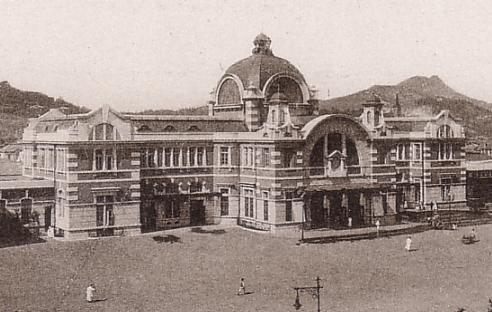
京城站

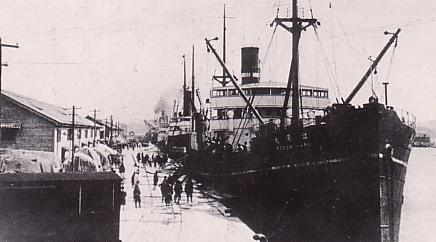
仁川港

### 鐵路
朝鮮半島最早的鐵路是日本與李朝簽訂《日韓暫定合同條款》取得鐵道鋪設權，並於1894年8月20日開始鋪設由首爾漢江西岸的鷺梁津站到濟物浦站（仁川）的鐵路。該鐵路於1899年完工後成為京仁線。 
1905年連接首爾與釜山的京釜線全線完工通車，1906年為日俄戰爭運送軍事物資及士兵所鋪設的京義線（首爾－新義州）全線完工通車。
京釜線、京義線是为了连接日俄战争后日本获得的南满铁路，担任踏足大陆的帮手的角色。1910年通过合并韩国，日本获得朝鲜统治权，并开始铺设京元線及中央線、湖南線等。
在線路尚不完善的1925年（大正14年）時，為了使得朝鮮的鐵路經濟規範化，當時由南滿洲鐵道管轄、之後由朝鮮總督府所直轄的朝鲜总督府铁道來管轄、為了地方經濟的發展以及滿足居民的出行需要而修築了多條線路。
朝鮮半島的鐵路亦吸引了前往朝鮮的觀光客、促成許多西式旅館如朝鮮酒店的新建。此外，日本在大韓帝國末期未铺设轨道的京城进行了行政区划，并且铺设了路面电车。

### 汽車
巴士和計程車均有行駛。日治時期的朝鮮半島如日本內地一樣規定靠左行駛，從日本戰敗到現在的北韓及南韓，規定靠右行駛（參見道路通行方向）。

### 船
日本内地和朝鮮半島間，有關釜聯絡船（釜山與下關間）的多條航線在運航。

### 航空
日本國籍航空日本航空輸送（大日本航空前身）開闢日本内地與釜山、蔚山、京城等地間的航線，也有滿洲國的滿洲航空。不存在朝鮮本土的航空公司。

## 宗教

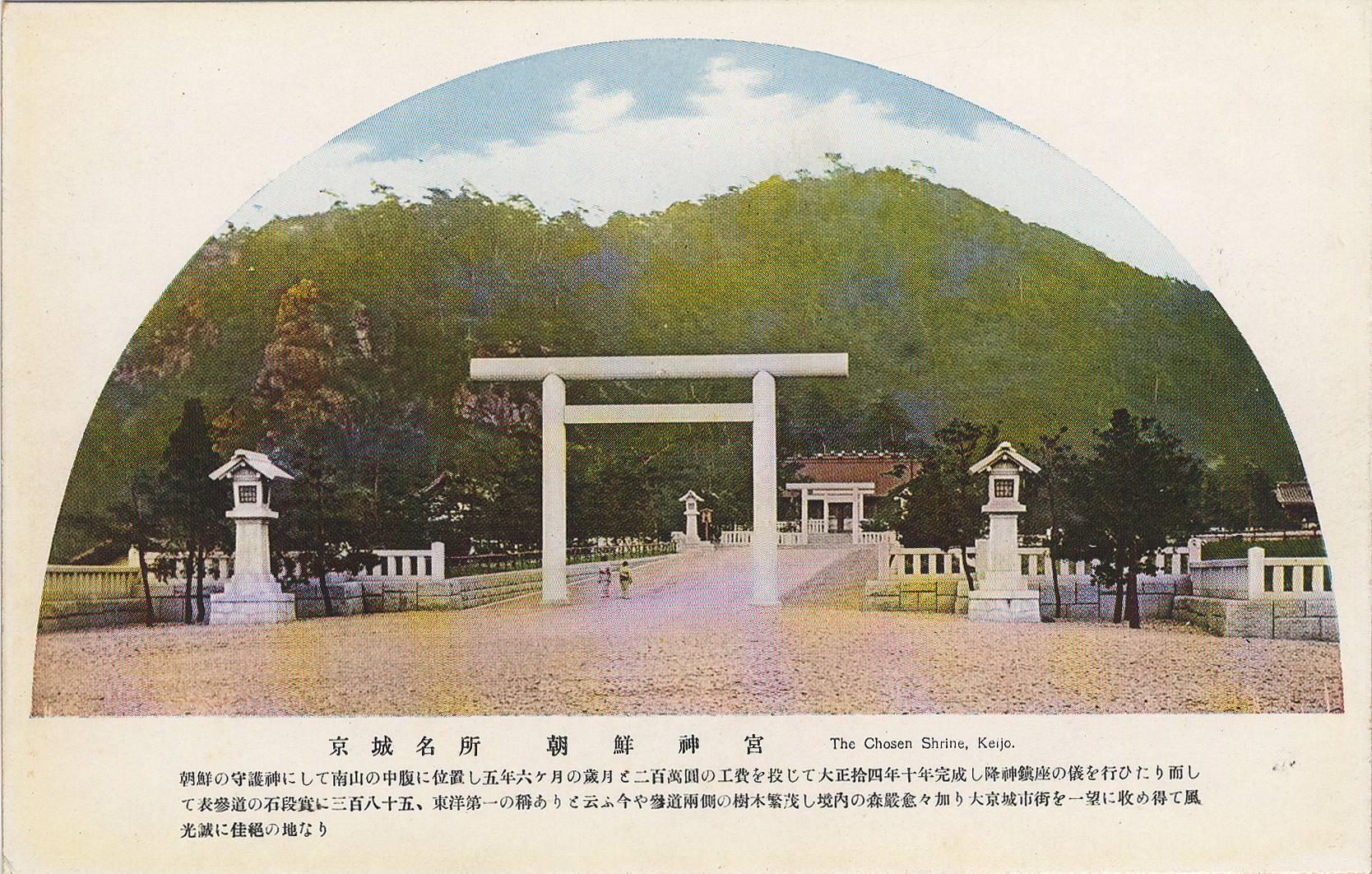
朝鮮神宮

朝鮮日治時期，日本人在朝鮮半島興建了數百個日本神社，並強迫朝鮮人到神社參拜，這一政策使朝鮮人信仰基督教的人數大幅增加，這些基督教會支持朝鮮獨立。 日本投降後，神道教的宗教設施被朝鮮人拆除。

## 文化
博览會

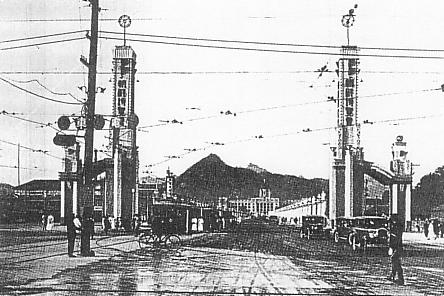
朝鮮博覽會

1915年總督府舉辦了始政五年記念朝鮮物產共進會，1929年又舉行朝鮮博覽會。
名產
朝鮮的白菜、山七面鳥（雁）、金剛山的石耳、光州的蘋果、大邱的水梨在當時被評為嘉物。
此外、白頭山特産的篤斯越橘飲用水也獲得高評價。
文學
電影
演劇 舞蹈 音樂
受日本影響，新派劇和新劇興起。舞蹈家崔承喜活躍於世界各地。音樂則流行酷似日本演歌的韓國演歌。
美術
高羲東和金觀鎬（김관호）前往日本留學學習洋畫、使朝鮮接受洋畫。朝鮮總督府也有舉辦朝鮮美術展覧會（鮮展）。
體育
孫基禎於1936年夏季奧林匹克運動會代表日本參賽，並獲得金牌。
廣播
朝鮮放送協會以日語和朝鮮語播放節目。

## 流行

### 姓名
原有的命名習慣廢除後、京城開始跟日本内地一樣將女性名字取作「某某子」。（如史美子、金明子、李敬子、李光子、李美子、李民子等）。

### 飲料
大日本啤酒與當地資本共同出資的韓國啤酒 （現海特啤酒）成立。此外、麒麟啤酒子公司昭和啤酒 （現OB啤酒）也成立。上述兩家公司使韓國的啤酒普及。

### 間諜
朝鮮北部國界地帶，與蘇聯隔著圖們江，日蘇間的間諜戰時常上演。

## 旅游

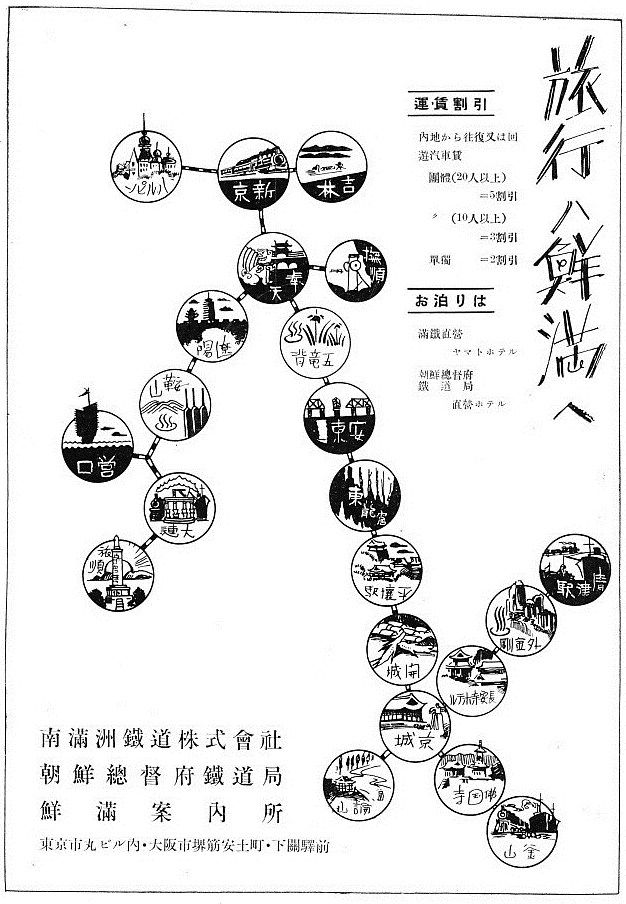
日本本土的赴朝、赴满洲旅遊廣告

朝鲜交通便捷，其旅游资源得到广泛關注。
賞花名所
| - 東莢温泉 - 大邱 達城公園 - 水原 西湖付近 華虹門 - 京城 昌慶苑 獎忠壇 - 素砂 其付近 - 仁川 月尾島 - 開城 鉄道公園 彩霞洞 | - 桂東 成佛寺 - 平壌 牡丹臺 - 義州 統軍亭 - 鎮南浦 三和花園 - 扶餘 其付近 - 群山 公園 | - 長城 公園 - 木浦 儒達山 - 場山 市街一带 - 鎮海 市街一带 - 全州 吉野山 - 全南光州 公園 | - 東村 其付近 - 蔚山 鶴城公園 - 倉洞 牛耳洞 - 元山 市街一带 - 会文 驛付近 - 松興温泉 |

海水浴場
| - 釜山 松島 - 水營 - 海雲臺 - 仙川 月尾島 | - 木浦 儒達ヶ浦 外達島 - 馬山 - 鎮海 千代ヶ濱 - 浦項 | - 松田 - 元山 葛麻半島 松濤園 - 西湖津 - 夢金浦 | - 九味浦 - 大川 軍入里 - 熊川 武昌浦 |

水鄉
| - 新灘津 錦江岸 - 梅浦 錦江岸 | - 安養プール - 東林 瀑布 藥水 | - 白馬 三橋川 - 東村 驛付近 | - 三防峽 瀑布 藥水 - 釋王寺 藥水 |

新綠與紅葉名所
| - 霊驚山 - 金井山 - 伽倻山 - 俗離山 - 鶏龍山 - 冠岳山 | - 天魔山 - 牡丹臺 - 白馬山 - 妙香山 - 内蔵山 | - 白羊寺 - 邊山 - 智異山 - 金剛山 - 道峯山望月寺 | - 逍遥山 - 三防峽 - 釋王寺 - 七宝山 - 長壽山 |

温泉
| - 海雲臺温泉 - 平山温泉 - 龍岡温泉 - 陽徳温泉 - 馬金山温泉 | - 金剛山温井里温泉 - 業億温泉 - 松興温泉 - 朱乙温泉 | - 湯陽温泉 - 白川温泉 - 延安温泉 - 信川温泉 | - 三泉温泉 - 松禾温泉 - 安岳温泉 - 達泉温泉 |

登山
| - 雞龍山 - 冠岳山 - 北漢山 - 天魔山 | - 妙香山 - 内藏山 - 智異山 - 金剛山 | - 逍遥山 - 七寶山 - 長壽山 | - 白頭山 - 冠帽山 - 道峰山 |

滑雪場
| - 三防滑雪場 - 外金剛滑雪場 | - 元山新豐里滑雪場 - 川内里滑雪場 | - 旺場滑雪場 - 城津滑雪場 |  |

露營場
| - 海雲臺 - 智異山 - 天魔山麓 | - 長壽山 - 逍遥山 | - 三防 - 元山 | - 松田 - 金剛山 |

## 主要建築
| 名稱（中、日、韓）                | 圖片 | 建造時間 | 現況 |
| --------------------------------- | ---- | -------- | --- |
| 朝鮮總督府廳舍 조선총독부청사     |      | 1926年   | 曾為中央廳與國立中央博物館使用。1996年間拆除，僅保留尖塔等遺構轉由天安市獨立紀念館展示。現址為景福宮興禮門等外廷建築。 |
| 朝鮮銀行 조선은행                 |      | 1912年   | 獨立後作為韓國銀行總部，2001年設置為韩国银行货币博物馆。                                                               |
| 京城站 경성역                     |      | 1925年   | 2003年停用，原建築活化為「文化站首爾284」複合式藝術文化設施。                                                          |
| 朝鮮酒店 조선호텔                 |      | 1914年   | 1970年拆除原建築，現址為威斯汀朝鮮酒店。飯店花園仍保留大韓帝國時期的圜丘壇等古蹟。                                     |
| 朝鮮總督府博物館 조선총독부박물관 |      | 1915年   | 因應景福宮復舊計畫，1995-1996年間拆除。原文物轉由國立中央博物館收藏。現重建成景福宮資善堂等東宮殿址。                  |
| 京城郵便局 경성우편국             |      | 1915年   | 韓戰期間嚴重損毀，1957年拆除。現址為首爾中央郵便局大樓。                                                               |
| 丁子屋百貨店 조지야백화점         |      | 1937年   | 戰後為美都波百貨店，現為樂天百貨 (Young Plaza)。屢次翻修尚存「丁字屋」外觀。                                           |
| 京城府廳 경성부청                 |      | 1926年   | 曾為首爾市政府舊廳舍，2012年新廳舍落成後，舊市府被列為國家文化財，並改建為首爾圖書館。                                 |
| 京城府民館 경성부민관             |      | 1935年   | 現為首爾特別市議會廳舍。                                                                                               |
| 三越百貨店 미쓰코시백화점         |      | 1930年   | 現為新世界百貨總店 |

## 統計
| 道       | 面積 (km²) | 人口 (人)  | 人口 (人) | 人口 (人) | 人口 (人) | 人口 (人) | 人口 (人) | 人口 (人) | 人口 (人)  | 人口密度 (人/km²) |
| 道       | 面積 (km²) | 朝鮮籍     | 內地籍    | 外地籍    | 外地籍    | 外國籍    | 外國籍    | 外國籍    | 計         | 人口密度 (人/km²) |
| 道       | 面積 (km²) | 朝鮮籍     | 內地籍    | 樺太      | 臺灣      | 中國      | 滿洲國    | 其他      | 計         | 人口密度 (人/km²) |
| -------- | ---------- | ---------- | --------- | --------- | --------- | --------- | --------- | --------- | ---------- | ----------------- |
| 京畿道   | 12,816.91  | 2,277,999  | 160,569   | 5         | 16        | 12,363    | 210       | 529       | 2,451,691  | 191               |
| 忠清北道 | 7,418.69   | 950,207    | 8,653     | 0         | 1         | 600       | 17        | 12        | 959,490    | 129               |
| 忠清南道 | 8,097.32   | 1,498,440  | 26,529    | 0         | 1         | 1,824     | 8         | 23        | 1,526,825  | 189               |
| 全羅北道 | 8,529.18   | 1,570,186  | 34,861    | 1         | 0         | 2,119     | 19        | 50        | 1,607,236  | 188               |
| 全羅南道 | 13,881.12  | 2,462,467  | 44,697    | 0         | 1         | 1,087     | 26        | 68        | 2,508,346  | 181               |
| 慶尚北道 | 18,986.29  | 2,517,239  | 44,602    | 0         | 3         | 1,337     | 9         | 61        | 2,563,251  | 135               |
| 慶尚南道 | 12,307.93  | 2,153,675  | 93,400    | 0         | 0         | 1,036     | 60        | 57        | 2,248,228  | 183               |
| 黄海道   | 16,734.47  | 1,650,539  | 20,155    | 0         | 4         | 3,397     | 86        | 33        | 1,674,214  | 100               |
| 平安南道 | 14,929.92  | 1,421,887  | 41,868    | 7         | 2         | 5,152     | 472       | 243       | 1,469,631  | 98                |
| 平安北道 | 28,440.88  | 1,659,447  | 24,619    | 9         | 11        | 17,118    | 9,017     | 131       | 1,710,352  | 60                |
| 江原道   | 26,266.17  | 1,590,448  | 14,013    | 0         | 0         | 742       | 44        | 27        | 1,605,274  | 61                |
| 咸鏡南道 | 31,988.28  | 1,663,373  | 51,227    | 13        | 2         | 6,002     | 844       | 215       | 1,721,676  | 54                |
| 咸鏡北道 | 20,343.56  | 792,195    | 53,812    | 137       | 7         | 5,786     | 773       | 114       | 852,824    | 42                |
| 朝鮮     | 220,740.72 | 22,208,102 | 619,005   | 172       | 48        | 58,563    | 11,585    | 1,563     | 22,899,038 | 104               |

| 道       | 人口 (人) | 人口 (人) | 人口 (人) | 人口 (人) | 人口 (人) | 人口 (人) | 人口 (人) |
| 道       | 中國      | 滿洲國    | 美國      | 英國      | 蘇聯      | 其他      | 計        |
| -------- | --------- | --------- | --------- | --------- | --------- | --------- | --------- |
| 京畿道   | 12,363    | 210       | 201       | 82        | 59        | 187       | 13,102    |
| 忠清北道 | 600       | 17        | 4         | 5         | 1         | 2         | 629       |
| 忠清南道 | 1,824     | 8         | 12        | 0         | 2         | 9         | 1,855     |
| 全羅北道 | 2,119     | 19        | 47        | 1         | 0         | 2         | 2,188     |
| 全羅南道 | 1,087     | 26        | 54        | 10        | 4         | 0         | 1,181     |
| 慶尚北道 | 1,337     | 9         | 27        | 2         | 4         | 28        | 1,407     |
| 慶尚南道 | 1,036     | 60        | 2         | 27        | 4         | 24        | 1,153     |
| 黄海道   | 3,397     | 86        | 13        | 18        | 2         | 0         | 3,516     |
| 平安南道 | 5,152     | 472       | 188       | 18        | 23        | 14        | 5,867     |
| 平安北道 | 17,118    | 9,017     | 87        | 20        | 14        | 10        | 26,266    |
| 江原道   | 742       | 44        | 15        | 7         | 1         | 4         | 813       |
| 咸鏡南道 | 6,002     | 844       | 17        | 102       | 3         | 93        | 7,061     |
| 咸鏡北道 | 5,786     | 773       | 9         | 6         | 27        | 72        | 6,673     |
| 朝鮮     | 58,563    | 11,585    | 676       | 298       | 144       | 445       | 71,711    |